# 올리브 보든

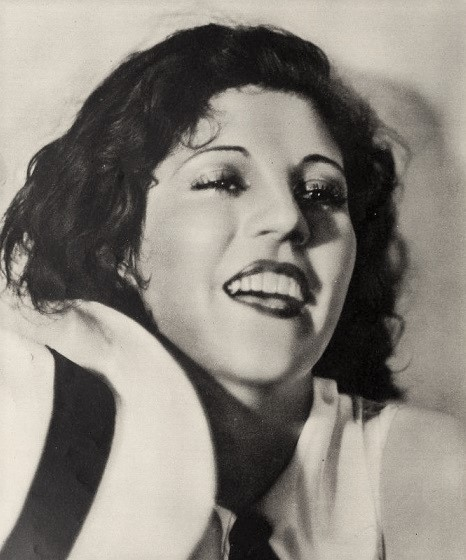

올리브 보든(Olive Borden, 1906년 7월 14일 ~ 1947년 10월 1일)는 미국의 배우, 연극 배우, 영화배우이다.
리치먼드에서 태어났으며 로스앤젤레스에서 사망하였다. 사인은 폐렴이다. 포리스트 론 메모리얼 파크에 매장되었다.

## 영화
- 피그 리브스 (1926년)
- 세 악당 (1926년)